# Eurycope diadela
Eurycope diadela är en kräftdjursart som beskrevs av Wilson 1982. Eurycope diadela ingår i släktet Eurycope och familjen Munnopsidae. Inga underarter finns listade i Catalogue of Life.